# Ballon d’Or 1990

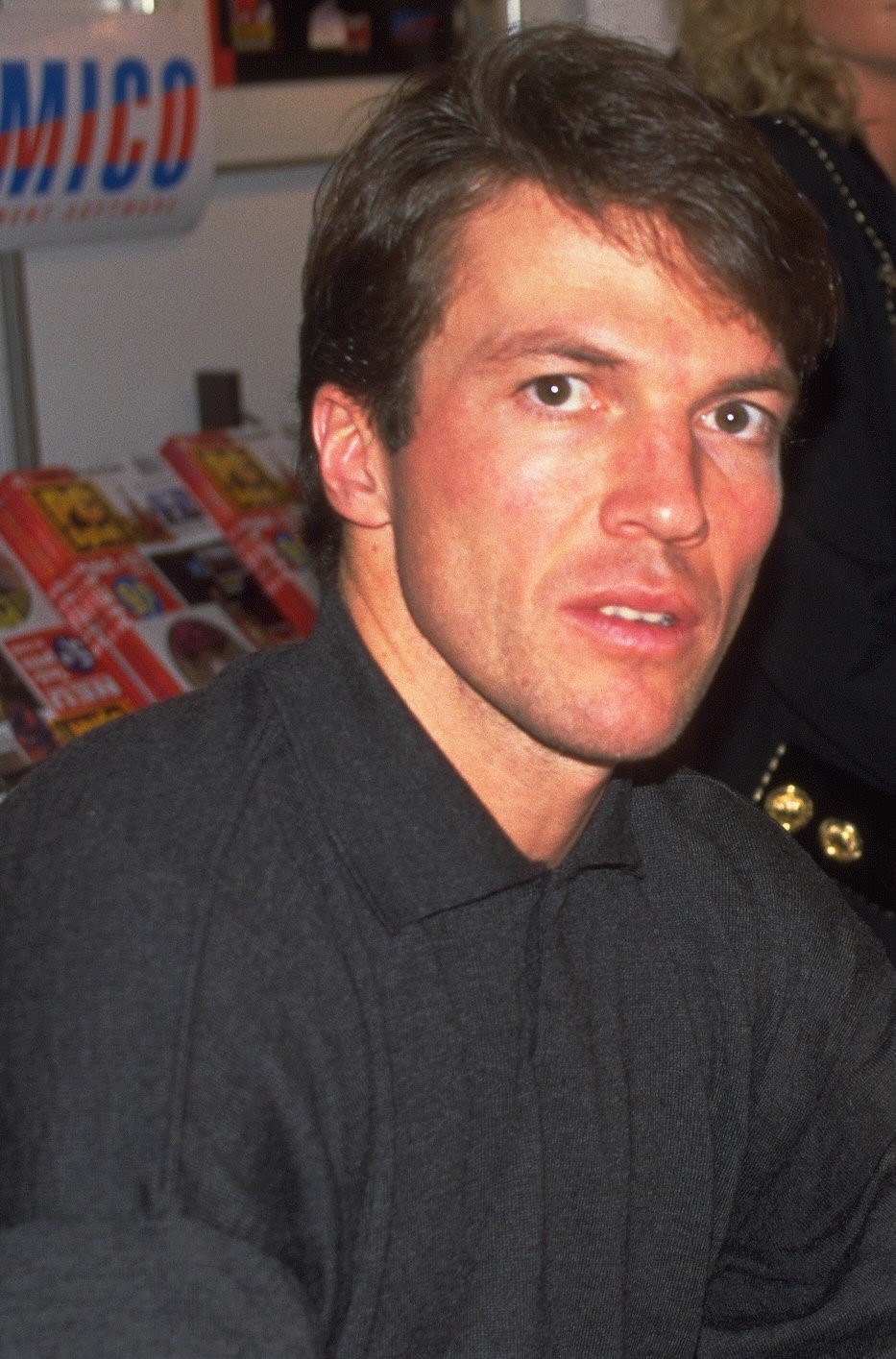
Lothar Matthäus (1995)

Mit dem 35. Ballon d’Or (französisch für Goldener Ball) der Zeitschrift France Football wurde der Deutsche Lothar Matthäus von Inter Mailand am 25. Dezember 1990 als „Europas Fußballer des Jahres“ mit 53 Punkten Vorsprung vor WM-Torschützenkönig Salvatore Schillaci ausgezeichnet. Der Preis wurde von einer Jury mit Sportjournalisten aus 29 Mitgliedsverbänden der UEFA verliehen. Matthäus wurde in 28 Ländern gewählt, dabei stand er 25-mal an erster Position.

## Ergebnis
| Platz | Spieler               | Nationalität   | Verein(e) 1990                            | Punkte |
| ----- | --------------------- | -------------- | ----------------------------------------- | ------ |
| 01    | Lothar Matthäus       | BR Deutschland | Inter Mailand                             | 137    |
| 02    | Salvatore Schillaci   | Italien        | Juventus Turin                            | 84     |
| 03    | Andreas Brehme        | BR Deutschland | Inter Mailand                             | 68     |
| 04    | Paul Gascoigne        | England        | Tottenham Hotspur                         | 43     |
| 05    | Franco Baresi         | Italien        | AC Mailand                                | 37     |
| 06    | Enzo Scifo            | Belgien        | AJ Auxerre                                | 12     |
| 06    | Jürgen Klinsmann      | BR Deutschland | Inter Mailand                             | 12     |
| 08    | Roberto Baggio        | Italien        | AC Florenz / Juventus Turin               | 8      |
| 09    | Frank Rijkaard        | Niederlande    | AC Mailand                                | 7      |
| 10    | Guido Buchwald        | BR Deutschland | VfB Stuttgart                             | 6      |
| 11    | Jean-Pierre Papin     | Frankreich     | Olympique Marseille                       | 3      |
| 12    | Rafael Martín Vázquez | Spanien        | Real Madrid / AC Turin                    | 2      |
| 12    | Paul McGrath          | Irland         | Aston Villa                               | 2      |
| 12    | Robert Prosinečki     | Jugoslawien    | Roter Stern Belgrad                       | 2      |
| 12    | Des Walker            | England        | Nottingham Forest                         | 2      |
| 12    | Walter Zenga          | Italien        | Inter Mailand                             | 2      |
| 12    | Dragan Stojković      | Jugoslawien    | Roter Stern Belgrad / Olympique Marseille | 2      |
| 18    | John Barnes           | England        | FC Liverpool                              | 1      |
| 18    | Michael Laudrup       | Dänemark       | FC Barcelona                              | 1      |
| 18    | Gary Lineker          | England        | Tottenham Hotspur                         | 1      |
| 18    | David Platt           | England        | Aston Villa                               | 1      |
| 18    | Rudi Völler           | BR Deutschland | AS Rom                                    | 1      |
| 18    | Chris Waddle          | England        | Olympique Marseille                       | 1      |